# Katarzyna Krysiak
Katarzyna Krysiak (ur. w 1977) – polska historyczka sztuki, krytyk sztuki i kuratorka wystaw. Od 2008 dyrektorka Galerii Foksal w Warszawie.

## Życiorys
Katarzyna Krysiak jest absolwentką historii sztuki na Uniwersytecie Łódzkim. Od 2002 związana jest z Galerią Foksal w Warszawie, której została dyrektorką i kurator programowym w 2008. 
Kuratorka szeregu wystaw takich artystów jak: Mirosław Bałka, Kuba Bąkowski, Christian Boltanski, Irina Botea, Piotr Bosacki, Jonas Dahlberg, Wojciech Gilewicz, Daniel Malone, Angelika Markul, Bianka Rolando, Leon Tarasewicz, Koji Kamoji, czy Zuzanna Janin. Autorka tekstów krytycznych z zakresu historii sztuki i esejów do katalogów wystaw. 
Członkini Międzynarodowego Stowarzyszenia Krytyków Sztuki (AICA).